# Comté de Benton (Arkansas)
Pour les articles homonymes, voir Comté de Benton.
Le comté de Benton est un comté de l'État de l'Arkansas aux États-Unis.  Son siège est Bentonville.

## Comtés adjacents
Comté de Barry, Missouri (nord)
Comté de Carroll (est)
Comté de Madison (sud-est)
Comté de Washington (sud)
Comté d'Adair, Oklahoma (sud-ouest)
Comté de Delaware, Oklahoma (ouest)
Comté de McDonald, Missouri (nord-ouest)

## Démographie
Lors du recensement de 2010, il comptait 221 339 habitants.
| 1840  | 1850  | 1860  | 1870   | 1880   | 1890   |
| ----- | ----- | ----- | ------ | ------ | ------ |
| 2 228 | 3 710 | 9 306 | 13 831 | 20 328 | 27 716 |

| 1900   | 1910   | 1920   | 1930   | 1940   | 1950   |
| ------ | ------ | ------ | ------ | ------ | ------ |
| 31 611 | 33 389 | 36 253 | 35 253 | 36 148 | 38 076 |

| 1960   | 1970   | 1980   | 1990   | 2000    | 2010    |
| ------ | ------ | ------ | ------ | ------- | ------- |
| 36 272 | 50 476 | 78 115 | 97 499 | 153 406 | 221 339 |

## Municipalités
- Decatur,